# W-阿尔利-彭贾里跨国联合公园
W-阿尔利-彭贾里跨国联合公园，又称W-阿尔利-彭贾里保护区、WAP联合公园，是横跨贝宁、布基纳法索和尼日尔三国的世界自然遗产。它包含以下三部分：
- 布基纳法索的阿爾利國家公園
- 贝宁的彭賈里國家公園
- 三国共有的W国家公园

自2005年以来，该保护区被视为非洲狮保护地，是非洲狮的潜在据点。